# Mambo (CMS)
Pour les articles homonymes, voir Mambo (homonymie).
Mambo est un système de gestion de contenu (en anglais CMS, Content Management System).
Il est utilisé pour la création et les mises à jour de sites web. Il est écrit dans le langage PHP et utilise une base de données MySQL. Il est conçu pour être utilisable sans connaissance technique précise.
Mambo est développé sous licence par la fondation Mambo, une organisation sans but lucratif, libre et dont les organes sont élus par les membres de la communauté des développeurs GNU GPL.
Le CMS Joomla! est un fork de Mambo depuis 2005.
Depuis 2013, le projet est à l'abandon. Le site de la fondation a vu son domaine expiré et celui présentant le projet n'affiche plus qu'une page en construction. 